# Onupuku
Onupuku är en holme i Mikronesiska federationen.   Den ligger i kommunen Kuttu Municipality och delstaten Chuuk, i den västra delen av landet, 500 km väster om huvudstaden Palikir. Onupuku ligger 9 meter över havet. Arean är 0,15 kvadratkilometer.
Terrängen på Onupuku är mycket platt. Öns högsta punkt är 17 meter över havet. Den sträcker sig 0,4 kilometer i nord-sydlig riktning, och 0,8 kilometer i öst-västlig riktning.